# FK Bor
Der FK Bor (vollständiger offizieller Name auf Serbisch: Фудбалски клуб Бop – Бop, Fudbalski klub Bor – FK Bor) ist ein serbischer Fußballverein aus Bor. Aktuell spielt der Verein in den niederen Ligen des Landes.

## Geschichte
Der Verein wurde 1919 als Asotiation Sportive Bor(ASB) gegründet. Nach dem Zweiten Weltkrieg nannte sich der Verein Radnički FK Bor (RFK Bor), dann Borski sportski klub (BSK) und kurze Zeit später Rudarski FK Bor (RFK Bor), bis er 1974 in FK Bor umbenannt wurde. Ab 1963 spielte der Club in der zweiten Liga des Sozialistischen Jugoslawien (1945–1992), bis man 1968 den Sprung in die ersten Liga schaffte. Dort spielte man aber stets gegen den Abstieg. 1968 stand der Klub überraschend im Pokalfinale, unterlag aber dem Double-Gewinner Roter Stern Belgrad mit 0:7. Dadurch wurde das Startrecht für den Europapokal der Pokalsieger 1968/69 erworben. Aktuell spielt der Verein in den niederen Ligen des Landes.

## Stadion
Das Stadion kraj Pirita ist das 4.000–5.000 Plätze bietende „reine“ Fußballstadion des Vereins. Die Stadt ist Standort eines der größten Kupferbergwerke Europas, daher erhielt das Stadion den Namen kraj Pirita, was in etwa für „neben dem Pyrit“ steht.

## Erfolge
- Jugoslawischer Pokal-Finalist: 1968

## Europapokalbilanz
| Saison  | Wettbewerb                  | Runde    | Gegner            | Gesamt | Hin     | Rück    |
| ------- | --------------------------- | -------- | ----------------- | ------ | ------- | ------- |
| 1968/69 | Europapokal der Pokalsieger | 1. Runde | Slovan Bratislava | 2:3    | 0:3 (A) | 2:0 (H) |

Gesamtbilanz: 2 Spiele, 1 Sieg, 1 Niederlage, 2:3 Tore (Tordifferenz −1)

## Trainer
- ladimir Petrović (1994–1995, 1999)